# Giancarla Re Mursia
Giancarla Re Mursia (Alassio, 3 giugno 1920 – Milano, 23 marzo 2016) è stata un'editrice, traduttrice e scrittrice italiana, la prima e finora unica donna presidente dell'Associazione Italiana Editori.

## Biografia
Nasce in una famiglia torinese. Dopo gli studi classici si iscrive all'Università degli Studi di Padova dove studia con Concetto Marchesi e Manara Valgimigli; si laurea a pieni voti in Filosofia nel 1942, con una tesi su "L'Estetica psicanalitica", prima tesi di argomento psicanalitico discusso in una università italiana.
Durante la seconda guerra mondiale, nel 1943, sposa Ugo Mursia incontrato a Padova negli anni dell'università, quando entrambi collaboravano a Il Bò, foglio dei Gruppi Universitari Fascisti (GUF) di Padova. Dopo l'8 settembre entrambi aderiscono al gruppo azionista di Otello Pighin e con lui milita nelle file della Resistenza con i partigiani di Giustizia e Libertà.
Nell'immediato dopoguerra la coppia si trasferisce a Milano dove nascono i figli: Silvio (1947), futuro amministratore e poi unico proprietario della Costa & Nolan, e poi Fiorenza (1952), futura presidente della Casa Editrice Mursia.
In collaborazione con il marito "con quattro soldi e lavorando come cani", come ricordava lei stessa in una nota autobiografica), crea la casa editrice Ugo Mursia Editore, che, in seguito all'assorbimento del catalogo Corticelli, si specializza nel settore scolastico, nella letteratura per ragazzi e nella saggistica.  
Desiderosa di scrivere, comunica ad Elsa Morante la sua volontà di cimentarsi come autrice, confessandole però di aver deciso di rinunciare dopo aver letto il romanzo La Storia, anche se la Morante le risponde incoraggiandola a perseguire il suo progetto.
Alla morte del marito nel 1982 assume la direzione dell'azienda che terrà fino 1990 , quando la trasferisce alla figlia.
Nel 1983, intervistata da Enzo Biagi, descrive le doti che hanno contribuito al suo successo "caparbietà e ostinazione", da riferire alle sue origini montanare.
Negli ultimi anni passa le estati a Cortina dove promuove eventi culturali. In omaggio al marito organizza nel 2005 una mostra di cimeli marinari, poi donati al Museo nazionale della scienza e della tecnologia Leonardo da Vinci di Milano
Si spegne a 96 anni a Milano.

## Attività editoriale
Grazie alla passione personale del marito la Ugo Mursia Editore crea un catalogo di 400 titoli dedicati alla letteratura di avventure e di viaggio, divenendo per alcuni decenni la casa editrice più conosciuta in Italia nello specifico settore. La collana di punta viene intitolata Biblioteca del mare. Mentre il marito si occupa dell'azienda, ella gestisce le relazioni esterne con autori, stampa e TV.
È con la pubblicazione nel 1963 di Centomila gavette di ghiaccio di Giuseppe Bedeschi che arriva il successo della casa editrice: 3000 copie vendute in due giorni e la tiratura arriva a due milioni di copie; l'anno successivo il titolo vince il premio Bancarella. Nel 2011 vengono superati i quattro milioni di copie con traduzioni in molte lingue straniere.
Personalmente cura anche traduzioni di importanti autori inglesi e francesi, come Frances Hodgson Burnett, Maurice Druon, Kathryn Forbes, Dale Evans Rogers, André Lichtenberger, Jean-Paul Sartre. Scrive poesie e libri per ragazzi.  Nell'ambto delle sue iniziative per la promozione del libro rientra anche la donazione di molti libri in italiano alla Biblioteca comunale di Pola  per gli italiani rimasti in Istria
Ella donerà in seguito l'intera collezione dei libri di Joseph Conrad, molto apprezzato dal marito Ugo, al Centro di studi conradiani dell'Università di Pisa; i cimeli invece saranno donati al Museo della Scienza e della Tecnologia Leonardo da Vinci di Milano.

## Incarichi
- Nel 1988 è membro del Consiglio di amministrazione del Teatro alla Scala.
- Dal 1995 al 1997 è la prima e unica donna Presidente dell'AIE Associazione Italiana Editori[14]
- Ha lungamente fatto parte dell'AIDDA (Associazione Imprenditrici e Donne Dirigenti d'Azienda) di cui dirige un notiziario
- Eletta nella lista del PRI è presente nel consiglio comunale di Milano per 15 anni, e per due anni è anche assessore all'istruzione.

## Nel Soroptimist
Aderisce al Soroptimist nel 1961 entrando nel club di Novara per poi trasferirsi nel 1965 nel club di Milano (oggi MIlano Fondatore).  Durante la sua presidenza del club, dal 1975 al 1978, e in occasione del 50º anniversario di fondazione del club offre al Pio Albergo Trivulzio un pulmino con il logo del Soroptimist per il trasporto degli anziani; sempre per sua iniziativa viene pubblicato un volume sull'associazionismo femminile.
Nel 1984 è socia fondatrice e prima presidente del secondo club Soroptimist di Milano, il club Milano alla Scala (1984-86); si è sempre impegnata per l'empowerment femminile e per la promozione della cultura italiana nel mondo; suo è il progetto di raccogliere e donare alla popolazione dell'Istria libri in lingua italiana.
Alla sua morte lascia una donazione al Soroptimist club Milano alla Scala, con la quale viene lanciato un bando  alla sua memoria rivolto a donne residenti o domiciliate in Lombardia, che possano usufruire per un anno dei servizi offerti da Speed MI UP, incubatore di Università Bocconi, Camera di commercio di Milano e Comune di Milano.

## Scritti
- Giancarla Mursia Re, Poesie. Con 5 disegni di Bruno Saetti, Milano, Fiumara, 1951.
- Giana Anguissola e Giancarla Mursia Re, Aniceto o la bocca della verità, Milano, Mursia, 1991, ISBN 88-425-8137-2. Giancarla, editrice e amica di Giana Anguissola,  portò a termine il testo rimasto incompiuto per la morte dell'autrice e lo pubblicò postumo nel 1972.